# Coupe d'Allemagne de patinage artistique 1991
Navigation
Édition précédente Édition suivante
La Coupe d'Allemagne était une compétition internationale de patinage artistique qui se déroulait en Allemagne au cours de l'automne, entre 1986 et 2004. Elle accueillait des patineurs amateurs de niveau senior dans quatre catégories: simple messieurs, simple dames, couple artistique et danse sur glace. En 1991, son nom officiel était la Coupe des nations.
La cinquième Coupe d'Allemagne est organisée du 15 au 17 novembre 1991 à Gelsenkirchen.

## Résultats

### Messieurs
| Rang    | Nom               | Pays             | Points | Prog. court | Prog. libre |
| ------- | ----------------- | ---------------- | ------ | ----------- | ----------- |
| 1       | Mark Mitchell     | États-Unis       | 1.5    | 1           | 1           |
| 2       | Mirko Eichhorn    | Allemagne        | 3.0    | 2           | 2           |
| 3       | Daniel Weiss      | Allemagne        | 4.5    | 3           | 3           |
| 4       | Ronny Winkler     | Allemagne        | 7.0    | 6           | 4           |
| 5       | Daisuke Nishikawa | Japon            | 7.0    | 4           | 5           |
| 6       | Alexandre Orset   | France           | 9.5    | 7           | 6           |
| 7       | Michael Slipchuk  | Canada           | 9.5    | 5           | 7           |
| 8       | Antonio Moffa     | Italie           | 12.0   | 8           | 8           |
| Forfait | Gleb Bokyi        | Union soviétique |        |             |             |

### Dames
| Rang    | Nom                | Pays             | Points | Prog. court | Prog. libre |
| ------- | ------------------ | ---------------- | ------ | ----------- | ----------- |
| 1       | Nancy Kerrigan     | États-Unis       | 1.5    | 1           | 1           |
| 2       | Marina Kielmann    | Allemagne        | 3.5    | 3           | 2           |
| 3       | Laëtitia Hubert    | France           | 6.0    | 6           | 3           |
| 4       | Marie-Pierre Leray | France           | 6.0    | 4           | 4           |
| 5       | Evelyn Großmann    | Allemagne        | 7.0    | 2           | 6           |
| 6       | Lenka Kulovana     | Tchécoslovaquie  | 8.5    | 7           | 5           |
| 7       | Maria Butyrskaya   | Union soviétique | 10.5   | 5           | 8           |
| 8       | Josée Chouinard    | Canada           | 11.0   | 8           | 7           |
| 9       | Atsuko Suda        | Japon            | 14.0   | 10          | 9           |
| 10      | Beatrice Gelmini   | Italie           | 16.0   | 12          | 10          |
| 11      | Andrea Law         | Royaume-Uni      | 16.5   | 11          | 11          |
| Forfait | Sabrina Tschudi    | Suisse           |        | 9           |             |

### Couples
| Rang | Nom                                     | Pays             | Points | Prog. court | Prog. libre |
| ---- | --------------------------------------- | ---------------- | ------ | ----------- | ----------- |
| 1    | Isabelle Brasseur / Lloyd Eisler        | Canada           | 1.5    | 1           | 1           |
| 2    | Evgenia Shishkova / Vadim Naumov        | Union soviétique | 3.0    | 2           | 2           |
| 3    | Radka Kovaříková / René Novotný         | Tchécoslovaquie  | 4.5    | 3           | 3           |
| 4    | Calla Urbanski / Rocky Marval           | États-Unis       | 6.0    | 4           | 4           |
| 5    | Leslie Monod / Cédric Monod             | Suisse           | 8.0    | 6           | 5           |
| 6    | Marie-Claude Savard-Gagnon / Luc Bradet | Canada           | 8.5    | 5           | 6           |
| 7    | Catherine Barker / Michael Aldred       | Royaume-Uni      | 10.5   | 7           | 7           |
| 8    | Line Haddad / Sylvain Privé             | France           | 12.0   | 8           | 8           |

### Danse sur glace
| Rang | Nom                                     | Pays             | Points | Danse imposée | Danse originale | Danse libre |
| ---- | --------------------------------------- | ---------------- | ------ | ------------- | --------------- | ----------- |
| 1    | Tatiana Navka / Samuel Gezalian         | Union soviétique | 2.0    | 1             | 1               | 1           |
| 2    | Kateřina Mrázová / Martin Šimeček       | Tchécoslovaquie  | 5.0    | 3             | 3               | 2           |
| 3    | April Sargent-Thomas / Russ Witherby    | États-Unis       | 5.0    | 2             | 2               | 3           |
| 4    | Anna Croci / Luca Mantovani             | Italie           | 8.0    | 4             | 4               | 4           |
| 5    | Jennifer Goolsbee& / endryk Schamberger | Allemagne        | 10.0   | 5             | 5               | 5           |
| 6    | Ann Hall / Jason Blomfield              | Royaume-Uni      | 12.4   | 7             | 6               | 6           |
| 7    | Dara Bailey / Rock Lemay                | Canada           | 13.6   | 6             | 7               | 7           |
| 8    | Valérie Le Tensorer / Jörg Kienzle      | Suisse           | 16.0   | 8             | 8               | 8           |
| 9    | Kenji Takino / Kaoru Takino             | Japon            | 18.0   | 9             | 9               | 9           |

## Source
- (en) « Ice ABROAD, NATIONS CUP: U.S. Retains Title », sur usfsa.xmlmanager.qg.com